# Mihael I. Rangab
Mihael I. Rangab (grško: Μιχαήλ Α΄ Ραγκαβές [Mihaēl I. Rangabes]), cesar Bizantinskega cesarstva od leta 811 do 813, * okoli leta 770, † 11. januar 844.
Bil je sin patricija Teofilakta Rangaba, admirala bizantinske egejske flote. Poročen je bil s Prokopijo, hčerko bodočega cesarja Nikiforja I. Logoteta. Ko je njegov tast leta 802 postal bizantinski cesar, je prejel visok dvorni naslov kuropalates. 
Preživel je katastrofalen poraz Nikiforja I. v bitki z bolgarskim kanom Krumom pri Pliski, po kateri so ga imeli za bolj primernega kandidata za novega bizantinskega cesarja od njegovega težko ranjenega svaka Stavrakija, ki je nasledil Nikiforjev prestol. Ko Mihaelova žena Prokopija ni uspela prepričati svojega brata Stavrakija naj odstopi, ga je Mihael s svojimi pristaši 2. oktobra 811 odstavil in ga poslal v samostan.
Po prihodu na prestol je poskušal izvajati spravno politiko in je ukinil davke, ki jih je uvedel Nikifor I.. Državni prihodki so se zato zmanjšali, a je kljub temu velikodušno delil denar vojski, uradništvu in cerkvi. Izvoljen s podporo pravoslavne stranke v Cerkvi je vestno preganjal ikonoklaste in prisilil patriarha Nikiforja I., da se je umaknil iz spora s Teodorjem Studitom, vplivnim priorjem Studijskega samostana. V delih kronista Teofana Spovednika je Mihael zaradi svoje pobožnosti dobil zelo pozitivno oceno. 
Leta 812 se je ponovno začel pogajati s Franki in Karlu Velikemu brez komentarja priznal cesarski naslov (basileus). V zameno za priznanje je Bizantinsko cesarstvo ponovno dobilo Benetke. 
Pod Teodorjevim vplivom je zavrnil mirovne pogoje, ki mu jih je ponudil bolgarski kan Krum in s tem sprožil bolgarsko zasedmo Mesembrije (sedanji Nesebar). Mihaelova vojska je napadla Bolgare in se po začetnih uspehih spomladi leta 813 junija pripravila za obsežne operacije v Versinikiji v bližini Odrina. V bitki pri Versinikiji je bizantinska vojska doživela težak poraz in pobegnila z bojišča, kar je znatno oslabilo Mihaelov vladarski položaj. V pričakovanju zarote je prostovoljno odstopil v korist generala Leona Armenca in odšel v samostan, kjer se je preimenoval v Anastazij.. Njegove sinove so kastrirali in jih poslali v samostane. Eden od njih, Nikita, je kasneje postal konstantinopelski patriah Ignacij Konstantinopelski. Mihael je v miru umrl januarja 844.

## Družina
Z ženo Prokopijo je imel najmanj pet otrok:
- Teofilakta, socesarja od leta 812 do 814,
- Stavrakija,
- Nikito, kasnejšega patriarha Ignacija Konstantinopelskega,
- Georga in
- Teofana.